# Tournoi qualificatif de l'OFC des moins de 17 ans 1991
Navigation
Australie 1989 Nouvelle-Zélande 1993
Le tournoi qualificatif de l'OFC des moins de 17 ans 1991 est la quatrième édition du tournoi qualificatif de l'OFC des moins de 17 ans qui a eu lieu à Napier, en Nouvelle-Zélande du 11 au 21 janvier 1991. Le vainqueur obtient une qualification automatique pour la prochaine Coupe du monde des moins de 17 ans, qui aura lieu en Italie à la fin de l'été 1991. 
L'Australie remporte le titre et se qualifie de nouveau pour la Coupe du monde.

## Équipes participantes
- Nouvelle-Zélande - Organisateur
- Australie - Tenante du titre
- Fidji

## Résultats
Les 3 équipes participantes sont réparties en une poule unique où chaque équipe rencontre ses adversaires deux fois. À l'issue des rencontres, le premier de la poule se qualifie pour la Coupe du monde.
|   | Équipe           | Pts | J | G | N | P | BP | BC | Diff |
| - | ---------------- | --- | - | - | - | - | -- | -- | ---- |
| 1 | Australie        | 7   | 4 | 3 | 1 | 0 | 15 | 4  | +11  |
| 2 | Nouvelle-Zélande | 5   | 4 | 2 | 1 | 1 | 9  | 3  | +6   |
| 3 | Fidji            | 0   | 4 | 0 | 0 | 4 | 4  | 21 | -17  |

| 11 janvier 1991 | Australie        | 6 | 1 | Fidji            |
| 13 janvier 1991 | Australie        | 1 | 1 | Nouvelle-Zélande |
| 15 janvier 1991 | Nouvelle-Zélande | 5 | 1 | Fidji            |
| 17 janvier 1991 | Australie        | 7 | 2 | Fidji            |
| 19 janvier 1991 | Nouvelle-Zélande | 3 | 0 | Fidji            |
| 21 janvier 1991 | Australie        | 1 | 0 | Nouvelle-Zélande |

- L'Australie se qualifie pour la Coupe du monde des moins de 17 ans.

## Sources et liens externes
- (en) Feuilles de matchs et infos sur RSSSF